# Carlos Vítor Wendhausen
Carlos Víctor Wendhausen (Desterro, 22 de outubro de 1880 — 7 de dezembro de 1939) foi um político brasileiro.
Filho de André Wendhausen e de Maria Luísa Haendchen Wendhausen. Casou com Lucy Cabral Wendhausen.
Foi deputado à Assembleia Legislativa de Santa Catarina na 7ª legislatura (1910 — 1912), na 8ª legislatura (1913 — 1915), na 9ª legislatura (1916 — 1918), na 10ª legislatura (1919 — 1921), na 11ª legislatura (1922 — 1924), na 12ª legislatura (1925 — 1927), e na 13ª legislatura (1928 — 1930).